# Camptotypus infirmus
Camptotypus infirmus är en stekelart som först beskrevs av Smith 1859.  Camptotypus infirmus ingår i släktet Camptotypus och familjen brokparasitsteklar. Inga underarter finns listade.